# Plebejus eversmanni
Plebejus eversmanni är en fjärilsart som beskrevs av Lang 1884. Plebejus eversmanni ingår i släktet Plebejus och familjen juvelvingar. Inga underarter finns listade i Catalogue of Life.